# Berit Fradera
Anna Berit Kristina Fradera född (Svensson) 13 augusti 1937 i Karlstad, är en svensk konstnär och teckningslärare. Hon var gift med konstnären Ricardo Fradera (1927 – 1969).
Fradera studerade vid Konstfack i Stockholm 1957–1962, Escuela Superior de Artes y Oficios i Barcelona 1969–1970, Multimedia LTH Helsingborg 1995 och 1996. Separat har hon ställt ut på bland annat Kulturhuset i Orsa, Gustav Adolfskyrkan, Adolfsbergskyrkan, Stadshuskuben i Falkenberg och Helsingborgs konserthus. Tillsammans med Anneli Nilsson, Michael Vågsten och Fredrik Johansson medverkade hon i utställningen Fyra färgstarka på Krapperups konsthall 2013. Hon har medverkat i samlingsutställningen Unga tecknare på Nationalmuseum, Vårsalongen på Liljevalchs konsthall, Premio de dibujo de Joan Miró i Barcelona, SIDA´s kvinnoutställning på Kulturhuset Stockholm, Värmlands Konstförenings Höstsalonger på Värmlands museum, Arbetets Museum i Norrköping, Kristinehamns konstmuseum och Skånes konstförenings Höstsalong.
Hon har tilldelats Svart på Vitt den 14:e teckningstriennalens stipendium 2010 och konstnärsbidrag ur Aase & Richard Björklunds fond 2011.
Hennes konst består huvudsakligen av olja, akryl och collage med fotografier som illustratör arbetar hon oftast med akvarellteckningar bland annat har hon illustrerat Harlan Ellisons bok Ensamvärk. Under några år arbetade hon som bildlärare i Skåne.
Fradera är representerad vid  Moderna museet, Malmö museum, Ystads konstmuseum och Värmlands museum. Statens Konstråd, Skåne läns landsting, Helsingborgs stad, Folkets hus-rörelsen, Helsingborgs lasarett, Falkenbergs kommun, Ängelholms kommun, Norrbottens läns landsting, Värmlands läns landsting, Gustav Adolfskyrkan, Klippans kommun och Kalix kommun.

### Fotnoter
1. 1 2  Sveriges befolkning 2000, Sveriges Släktforskarförbund, 2020, läst: 11 november 2021.[källa från Wikidata]
2. ↑  läs online, www.varmlandskonstforening.se , läst: 11 november 2021.[källa från Wikidata]
3. ↑  Arkiv - tidigare stipendiater - Malmö stad Malmö.se Läst 21 april 2016.
4. ↑  Moderna museet